# Ole Brandt
Andreas Martin Ole Jakob Brandt (* 22. Oktober 1918 in Imerissoq; † 24. Juni 1981) war ein grönländischer Schriftsteller, Übersetzer, Lehrer und Landesrat.

## Leben
Ole Brandt war der Sohn von Jens Thomas Karl Brandt (1884–?) und seiner Frau Margrethe Kathrine Kristiane Frederiksen (1886–?). Ole Brandt machte sein Lehrerexamen an Grønlands Seminarium. Danach bildete er sich in Dänemark weiter und arbeitete fortan in Grönland als Lehrer. Von 1955 bis 1959 war er Mitglied von Grønlands Landsråd. Zudem war er der Vorsitzende der grönländischen Schriftstellervereinigung. Sein bekanntestes literarisches Werk ist die Tetralogie Qooqa, die die grönländische Jägergesellschaft der ersten Hälfte des 18. Jahrhunderts beschreibt. Zudem schrieb er Novellen und übersetzte dänische Werke ins Grönländische. Ole Brandt starb am 24. Juni 1981 und wurde in Aasiaat beerdigt. Ihm zu Ehren wurde die Ole Brandtip Aqqutaa in Nuuk benannt.